# Séminaire Saint-Joseph de Trois-Rivières
Le séminaire Saint-Joseph de Trois-Rivières est une école secondaire privée et mixte située en plein cœur de Trois-Rivières. L'établissement accueille actuellement un peu moins de 800 élèves. L'école a hébergé plusieurs élèves maintenant réputés au Québec et même au Canada. Le bâtiment loge également une aile complète de locaux d'habitation pour la communauté religieuse, une chapelle, un service d'archives ainsi que le musée Pierre-Boucher.

## Histoire

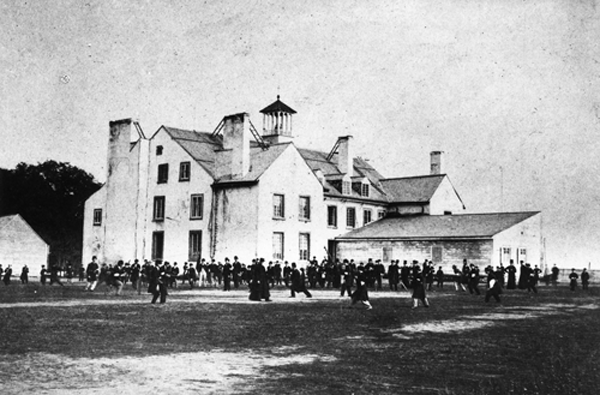
Le Collège de Trois-Rivières qui occupait autrefois l'édifice des Casernes.

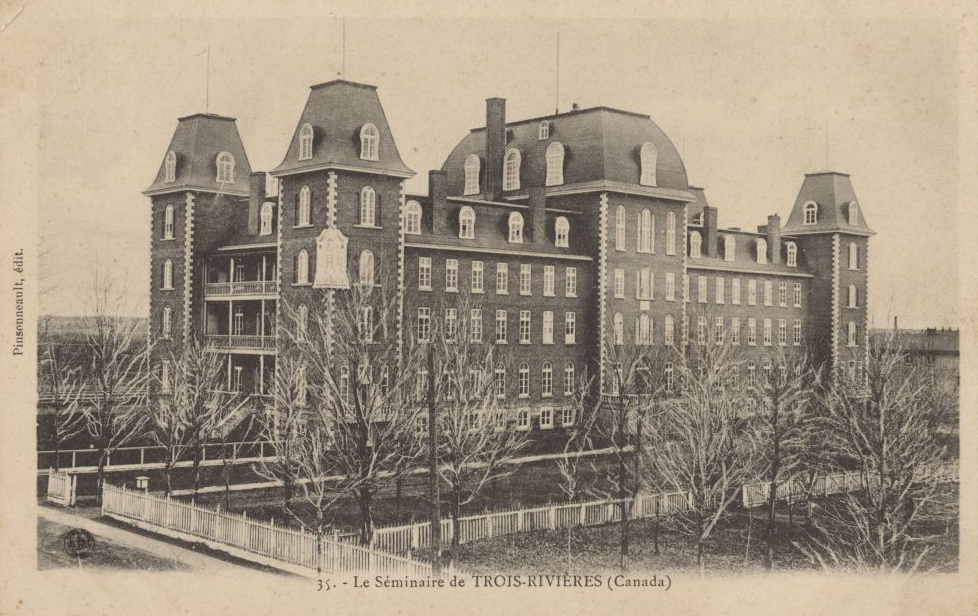
Le Séminaire à tourelles au début du XXe siècle.

Les racines du Séminaire se retrouvent en 1860, date de fondation du Collège des Trois-Rivières. Fondé en 1860, l'ancien Séminaire Saint-Joseph, auparavant connu sous le nom de « Collège de Trois-Rivières », est réservé aux garçons. Il est la première école de Trois-Rivières qui leur offre une éducation, le Collège Marie-de-l'Incarnation étant réservé aux filles. L'institution occupait autrefois l'édifice des Casernes, où se trouve de nos jours le bureau de poste, au centre-ville. En raison du nombre croissant d'élèves, les autorités du collège présentent un projet pour une nouvelle bâtisse. Celle-ci sera plus vaste et se nommera « Séminaire à tourelles ». On retrouvera en 1873 l'édifice directement sur la rue Sainte-Geneviève. En 1874, le collège est confié aux soins du diocèse de Trois-Rivières. Saint Joseph fut alors choisi comme patron et Religion et Patrie (ou Religioni et Patriae, se référant à la foi chrétienne et à la patrie du Québec) comme devise. Ce dernier en fait alors son propre séminaire diocésain et lui confère la dénomination de Séminaire Saint-Joseph des Trois-Rivières. Ce n'est seulement qu'en 1929 lorsqu'un incendie détruit le Séminaire à tourelles que le bâtiment actuel, encore utilisé comme école, sera construit. Encore une fois l'augmentation du nombre d'élèves nécessite sa construction; on choisira cette fois-ci la rue Laviolette comme emplacement. Le Séminaire a offert le cours classique de l'ancien système d'éducation québécois jusqu'à la fin de l'année scolaire 1967-1968. Il est officiellement devenu une école secondaire en septembre 1968. Finalement, c'est en 1998 qu'on prendra la décision d'ouvrir la porte aux filles, qui représentent aujourd'hui un peu plus de quarante pour cent des élèves.
Historiquement religieux, il est aujourd'hui relativement laïc mais conserve de nombreux liens avec les religieux et leur communauté.

## Architecture
Conçu par Louis-Napoléon Audet avec Asselin et Denoncourt, le bâtiment massif actuel qui abrite l'institution a été construit en 1929 et constitue un exemple d'architecture néoclassique pure. Une nouvelle maison pour le séminaire fut rendue nécessaire par la destruction par le feu de l'ancien bâtiment la même année, sur le même domaine actuel du boulevard Laviolette. Le bâtiment moderne a été construit autour de la chapelle qu'il abrite maintenant.
La structure est principalement constituée de granit gris de la Beauce au Québec. La façade haute est dominée par un large dôme de bronze. Les grandes portes principales ont été conçues par l'artiste français de ferronnerie qui a créé le Monument de la Flamme sous l'Arc de Triomphe de Paris. Comme les armoiries de l'école, les portes arborent des symboles de la religion chrétienne et du Québec, incarnation de la devise «Religion et patrie». La présence, au-dessus de la porte, d'une statue de Saint-Joseph et d'un mât affichant le drapeau du Québec souligne également la devise de l'école.

## Service d'archives

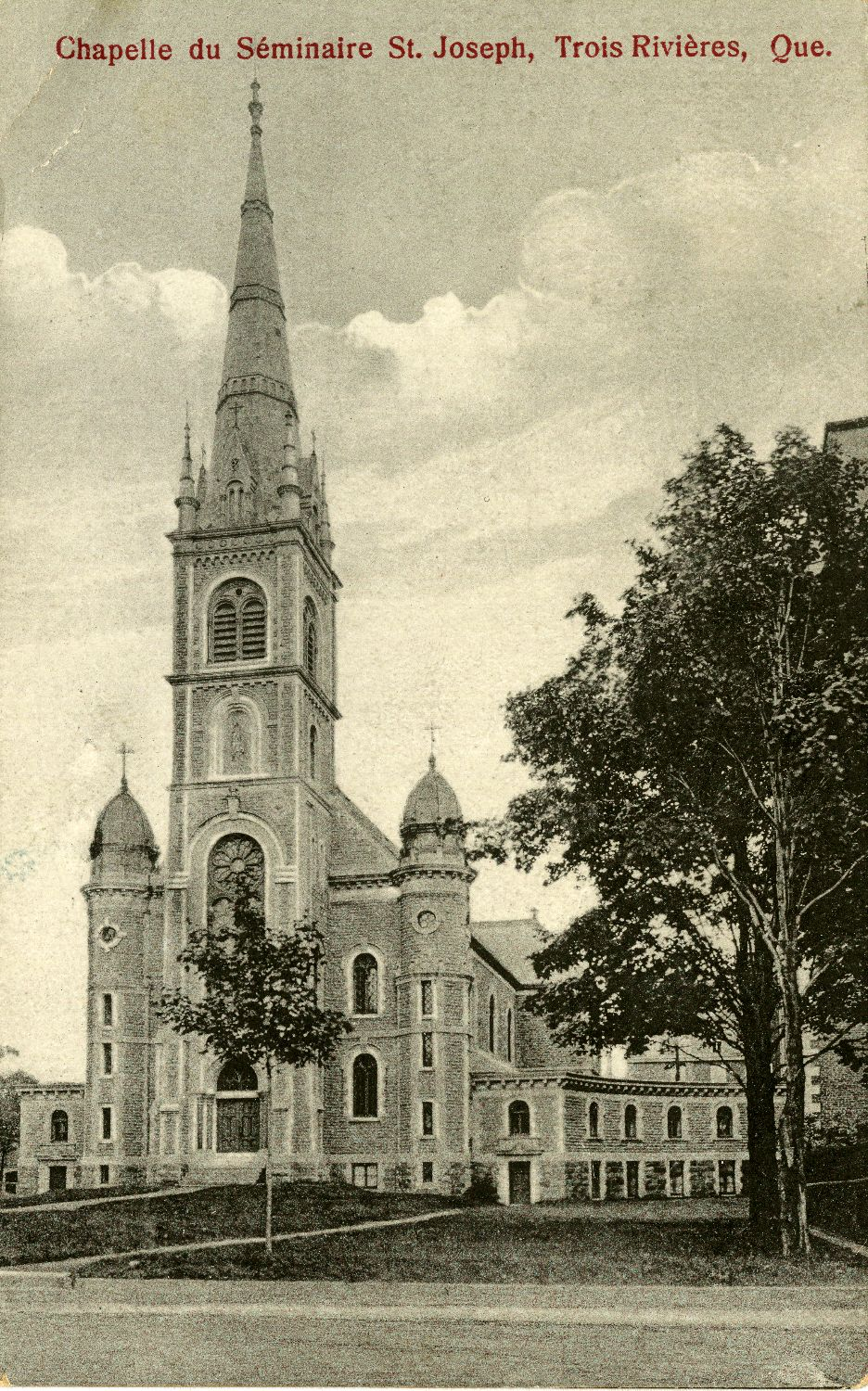
Chapelle du Séminaire Saint-Joseph de Trois-Rivières, 1925.

Le Séminaire Saint-Joseph abrite un important service d'archives sur l'histoire de Trois-Rivières et de la Mauricie. Le Service des archives du Séminaire de Trois-Rivières retrace ses origines à 1918, lorsque les autorités du Séminaire ont demandé à un jeune prêtre, l'abbé Albert Tessier, d'agir comme archiviste. Depuis 1929, le mandat du centre d'archives a été élargi à la préservation et à la diffusion de plus de 760 collections d'archives privées des particuliers, des familles et des organisations de la région environnante. Ces documents comprennent de la correspondance, des photographies, des cartes postales et des notes historiques.

## Musée Pierre-Boucher
Les principales zones d'exposition du musée Pierre-Boucher se trouvent à l'entrée centrale du bâtiment. Le musée conserve 7 500 œuvres d'art de toutes les époques, des peintures, des dessins, des gravures, des sculptures et des beaux-arts, ainsi que 13 000 objets illustrant l'histoire religieuse du diocèse, de la ville et de la région et de la vie et des coutumes du XIXe siècle et XXe siècle. Il est nommé d'après Pierre Boucher, un colon canadien qui a étudié et travaillé avec les missions jésuites dans la baie Géorgienne. Boucher fut à deux reprises gouverneur de Trois-Rivières, et le premier colon canadien à être anobli sous le roi Louis XIV .

## Élèves réputés
- Jean-Paul Beaumier - Écrivain
- Gilles Boulet - Président de l'Université du Québec, écrivain et administrateur
- Jean Chrétien - 20e Premier ministre du Canada
- Maurice Duplessis - 16e Premier ministre du Québec
- Gérald Gagnier - Chef d'orchestre, compositeur et professeur
- Gérald Godin - Poète et ancien député et ministre dans le gouvernement du Parti québécois
- Jacques Lacombe - Chef d'orchestre
- François Massicotte - Humoriste
- Benjamin Ricard - Champion du monde de danse swing
- Denis Vaugeois - Historien, ancien député et ministre dans le gouvernement du Parti québécois
- Denis Villeneuve - Réalisateur